# الصحين
تقع  قرية الصحين  في الاهوار الوسطى جنوب ناحية العدل التي تبعد عن مركز محافظة ميسان في العراق قرابة الخمسة واربعين كم، وكما هو الحال مع معظم قرى الاهوار فإن المباني في قرية الصحين مشيّدة من القصب والبردي، وكل منها يقف على جزيرته الخاصة به. يمتهن معظم سكان الصحين صيد الاسماك، إضافة إلى زراعة الرز في بعض المواسم، كذلك المهن البسيطة المعروفة في الاهوار الوسطى

قرية الصحين العائمة في الهور

## تاريخها
لفترة ليست قصيرة كانت القرية واقعة تحت وطأة الاقطاعيين الذي يمارسه الشيوخهم البطش بحق الفلاحين البسطاء، سكان القرية كانوا يزرعون الرز ويتخلّون عن جزء منه للشيخ لانه صاحب تلك الأرض. ومن يتمرد على ذلك فعليه ان يبتعد في عمق الاهوار بعيدا عن بطش الاقطاعيين و استمر الحال هكذا حتى احداث الرابع عشر من تموز 1958، إذ تغيرت المعادلة ولو مؤقتا وتحرر الفلاحون من سلطة الشيوخ المسيطرين على تلك المناطق. في ذات العالم تأسست أول مدرسة ابتدائية في قرية الصحين، وبعد ذلك بأحد عشر سنة أي عام 1969 بني فيها مركز طبي رئيسي، حيث تتوفر فيه إمكانيات طبية أكبر بالقياس للقرى الأخرى ويديره طبيب، فيما تدار المراكز الطبية الأخرى من قبل معاوني أطباء في السبعينات من القرن الماضي بني في تلك القرية الصغيرة فندق صغير عائم، في ذلك الفندق استقر فريق التصوير لفلم «الاهوار» الذي اخرجه قاسم حول في العام 1975، حيث اقاموا في قرية الصحين ومنها يعدّون العدة لجولات التصوير، بل صوّرت الكثير من مشاهد الفلم هناك. ولهم في تلك القرية ذكريات شيّقة طالما تحدث عنها قاسم حول في مناسبات مختلفة، وفي ذلك الفندق استقرت الكثير من الوفود الاعلامية والسياح الذين يرغبون باجراء جولات في الاهوار. في تلك القرية أيضا كان يقام مهرجان سنوي للمشاحيف يشارك فيه الكثيرون من أبناء الاهوار الوسطى

## قصر صدام حسين
عام 1983 زار صدام حسين مناطق الاهوار، وأمر ببناء قصر عائم أو دار ضيافة له في قرية الصحين، وهو القصر الوحيد الذي بني في مناطق الاهوار. بعد اسابيع من زيارة صدام حسين بوشر في عملية البناء وافتتح بعد بضع سنوات. وبعد أن اكتمل بناء القصر أصبحت قرية الصحين بكاملها تحت الانظار بشكل مبالغ فيه، على تلك الحال مرّت السنوات وانقضت الأيام، بحذر بالغ يمر الناس بالقرب من تلك القرية، ويزداد الحذر كلما اقترب أحدهم من القصر، هناك قصر الرئيس وهذا بحد ذاته سبب كافي لفرض اجراءات استثنائية في بلد المنظمة السرية، سارت الأمور هكذا وزادت تعقيدا في السنوات الأخيرة من عقد الثمانينات حينما استقر الجيش هناك قرابة السنتين

## زوالها
وما ان حصلت احداث العام 1991 في العراق حتى انقلب المشهد رأسا على عقب، تمردت قرية الصحين على السلطة الحاكمة ومنعت أجهزة الدولة من الاقتراب، حاول الجيش الوصول إلى هناك لكنه فشل، لقد واجه مقاومة شديدة جدا، ارهقت كاهله، وبعد سلسلة من الهجمات المتتالية في الأعوام 1991-1993، أقدمت السلطة آنذاك على تجفيف الاهوار، وعلى مهل اختفت قرية الصحين.. واختفت ملامحها للابد، لتصبح مجرد ذكرى قبل ذلك في ذاكرة أبنائها الكثيرين ومنهم .